# Irland (ö)
Irland (iriska: Éire; engelska: Ireland; lågskotska: Airlann eller Airlan), som är en av Brittiska öarna, är den tredje största ön i Europa och den tjugonde största ön i världen. Den ligger nordväst om kontinentaleuropa och är omgiven av hundratals öar och holmar. Öster om Irland ligger ön Storbritannien och Irländska sjön däremellan. Ön är uppdelad mellan Republiken Irland, som omfattar knappt fem sjättedelar av ön, och Nordirland (en del av Storbritannien), som omfattar resten och ligger i den nordöstra delen av ön. Befolkningen på ön Irland uppgår till ungefär 6,2 miljoner människor. Strax under 4,5 miljoner bor i republiken Irland och knappt 1,8 miljoner bor i Nordirland.